# ماریان دومونکوس
ماریان دومونکوس (انگلیسی: Mariann Domonkos؛ زادهٔ ) یک بازیکن تنیس روی میز اهل کانادا است.